# Stegonotus florensis
Stegonotus florensis — вид змій родини полозових (Colubridae). Ендемік Індонезії.

## Поширення і екологія
Stegonotus florensis мешкають на островах Флорес і Сумба в архіпелазі Малих Зондських островів, можливо, також на інших островах архіпелагу, розташованих між ними. Вони живуть в мусонних лісах, можливо. також в садах та на плантаціях.